# Põltsamaa (hrad)
Põltsamaa je hrad v estonském stejnojmenném městě.

## Historie
Hrad byl založen roku 1272 Livonského řádu. Byl postaven na břehu řeky Põltsamaa. Šlo o pevnost se čtvercovým půdorysem obklopenou vodním příkopem. Během Livonské války byl hrad obsazen polským vojskem a mezi v letech 1570–1578 sloužil jako oficiální rezidence dánského prince Magnuse, který usiloval s pomocí Ivana Hrozného o vytvoření Livonského království. V roce 1623 dostal panství od Gustava II. Adolfa polní maršál Herman Wrangel. Ten začal středověkou tvrz přestavovat na renesanční sídlo. Během severní války byl však hrad poničen. Po válce předal hrad Petr I. Veliký Heinrichovi van Fickovi. Vlivem dědictví se nakonec hrad v roce 1750 dostal do vlastnictví Woldemara Johanna von Lauwa. Ten začal ze sídla budovat rokokový palác. Poté zámek přešel do vlastnictví ruské šlechty, do vlastnictví Gagarinů v němž zůstal až do pozemkové reformy roku 1919. Hrad byl téměř zničen roku 1941 při leteckém náletu.